# Xã East Branch, Quận Marion, Kansas
Xã East Branch (tiếng Anh: East Branch Township) là một xã thuộc quận Marion, tiểu bang Kansas, Hoa Kỳ. Năm 2010, dân số của xã này là 178 người.